# اتانازی جانوران

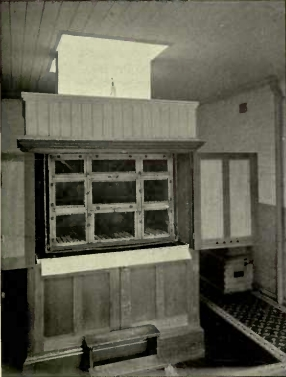
یک اتاق گاز مخصوص گربه‌های گرسنه و گم شده در مؤسسه رویال لندن

یوتانازی جانوران (در یونانی به معنای «مرگ خوب») عبارت است از خلاص کردن یک جانور از درد و زجر پس از انجام معاینه‌های پزشکی دقیق. از دلایل اوتانازی می‌توان به بیماری لاعلاج (بالاخص اگر با درد و زجر مزمن و شدید همراه باشد)، نبود امکانات جهت ادامه حیات جانور و انجام آزمایش‌های پزشکی اشاره نمود. همواره روش‌هایی برای انجام این عمل در نظر گرفته می‌شود که کم‌ترین درد و فشار روانی را برای جانور دربر داشته باشد. یوتانازی جانوران با کشتار جانوران و مهار آفت متفاوت است. با وجود آنکه روش‌هایی که در کشتار جانوران و مهار آفت مورد استفاده قرار می‌گیرند، همان روش‌هایی است که در یوتانازی جانوران نیز رایج می‌باشد، اما تفاوت در اینجاست که هدف یوتانازی جانوران ترحم به جانور است.
از نظر واژه‌گزینی خوشایند، دربارۀ جانوران اهلی نباید از ترکیب «یوتانازی جانوران» استفاده کرد و به جای آن باید گفت: «بر زمین زدن» یا «قربانی کردن».